# Capitalism: A Love Story
Pour plus de détails, voir Fiche technique et Distribution.
Capitalism: A Love Story est un film documentaire américain réalisé par Michael Moore en 2009. Le film traite de la crise financière de 2007 à 2009 et sa relance, tout en portant un acte d'accusation contre l'ordre économique actuel aux États-Unis et le capitalisme en général. Le film aborde beaucoup de thèmes, comme la « mentalité de casino » de Wall Street, l'influence de Goldman Sachs à Washington, le niveau de pauvreté de nombreux pilotes de ligne, la grande vague de saisies immobilières, et les conséquences de la « cupidité effrénée ». Le film comporte aussi une composante religieuse, où Moore examine si oui ou non le capitalisme est un péché et se pose la question de savoir si Jésus était un capitaliste.

## Synopsis
Le film alterne entre une critique farouche du statu quo et la satire sociale comique. Moore commence le film avec une série de séquences de vidéo surveillance montrant des vols de banque (un des voleurs étant même sur béquille). Moore utilise ensuite une archive vidéo de l'Encyclopædia Britannica afin de comparer les temps modernes en Amérique et l'Empire romain. 
Moore filme des employés expulsés de leur usine, un employé dit : « J'organise ma vie en fonction de mon travail, tous les employés vous le diront. On s'est donné a fond pour la société Republic (Republic Windows and Doors (en)), et on s’aperçoit qu'ils se fichent complètement de nous. On ne mérite vraiment pas cela, ça nous fait mal parce que ce travail c'est ma deuxième famille. Les gens vont me manquer. Je trouve que personne sur cette terre ne mérite ce qu'ils nous font. »
Puis Moore s’intéresse a un centre pour délinquants dont la gestion a été confiée à des hommes d'affaires en association avec un juge corrompu qui avait pour mission de remplir ce centre sans prendre le temps de faire son travail. Moore utilise le dicton « le temps c'est de l'argent, beaucoup d'argent » pour tenter de justifier ce juge corrompu. Quatre délinquants sont présentés : Maggie avait fumé des pétards à une fête. Matt s'était disputé avec sa famille et a « balancé son steak sur le copain de sa mère », Jamie avec sa meilleure amie et Hillary a créé un page Myspace où elle critiquait son proviseur adjoint. « Et tous passèrent devant le bon juge Mark Ciavarella et prirent leur première leçon de capitalisme. Le temps c'est de l'argent, beaucoup d'argent ». Le procès dura en salle deux minutes chacun et Matt déclara par la suite : « Je suis sûr qu'il avait décidé de me condamner à l'avance. » alors que Jamie affirme : « Il ne [l]'a pas regardé ».
« Bien que Wilkes-Barre soit une ville des États-Unis le capitalisme l'a remporté sur la démocratie, [...] Robert Powell un des patrons de ce centre, conclut un marché avec le juge Conahan et le juge Ciavarella. Le juge Ciavarella augmentera le taux de condamnations. De nombreux adolescents furent expédiés dans ce centre, bâti à seule fin d'enrichir ses propriétaires. En récompense les juges perçurent plus de 2,6 millions de dollars. ». La plupart des peines initialement prononcées ont été prolongées, doublées sans faire un nouveau jugement.
Moore s’intéresse ensuite à des compagnies d'assurance qui gagnent de l'argent sur la mort des gens. Par exemple l'histoire d'une femme pour qui la famille a dû dépenser 100 000 $ pour les soins et 6 000 $ pour l’enterrer tandis que la société d'assurance avait gagné 80 000 $ grâce à sa mort. Et d'après Moore de grandes sociétés contractent ces assurances sans que les employés soient au courant. "Américan Greetings, RR Donnelley, Proctor and Gamble, ont un taux de mortalité trop bas. Ce taux atteint seulement 50 % des prévisions. Ces sociétés sont conscientes de ce problème. En gros le courtier se plaint qu'il n'y ait pas assez de morts et le retour sur investissement est trop faible"
Le film montre alors des vidéos de familles expulsées de leurs maisons, ainsi que le Condo Vulture ('Vautours Immo'), un agent immobilier en Floride dont l'entreprise a prospéré grâce au nombre croissant de saisies immobilières. Un des agents immobiliers de cette société s'exprime en ces termes "Les gens qui achètent passent par nous. Ce sont des charognards sans compassion et sans états d’âme. Ils achètent au plus bas et paient comptant. Ils seraient prêts à égorger ces gens pour acheter leurs biens. Vautours Immo agit pour le compte des charognards, ceux qui nettoient les carcasses d’animaux. Les charognards ingurgitent tellement de saloperies qu'ils se vomissent dessus. C'est purificateur."
Le film revient sur la crise des subprimes et sur le fait que Goldman Sachs était au-dessus du gouvernement. Qu'après avoir rejeté les 700 milliards de sauvetage pour les banques, des membres du congrès se sont vu proposer des postes de sénateurs pour voter en faveur du plan de sauvetage qui stipulait dans ses conditions que l'état n'aurait pas le droit de savoir où allait être utilisé cet argent, celui des citoyens.
Le film oppose la réalité économique actuelle en Amérique avec le discours du président américain Franklin Delano Roosevelt, appelant à un projet de loi garantissant à tous les Américains « un travail utile, un logement décent, des soins de santé adéquats, et une bonne éducation ». Il cite des systèmes de cogestion où la démocratie a un rôle central, comme des modèles alternatifs au capitalisme.
Les croyances spirituelles du réalisateur en tant que catholique sont également abordées, puisque celui-ci se pose la question de savoir si Jésus serait un hedge fund ou un sell short. Il en conclut (il a développé plus en détail sa conclusion après la sortie du film) que « l'on ne peut pas être à la fois un capitaliste et un chrétien, parce qu'on ne peut pas en même temps aimer son argent et aimer son prochain ».
Il finit le film ainsi : "Pourquoi c'étaient toujours les pauvres qui souffraient ? Pourquoi pas Madoff ? Ou le patron de Citybank ou les spéculateurs de Goldman Sachs, ou le PDG d'AIG. C'est jamais eux, c'est toujours ceux qui n'ont pas le droit a leur part du gâteau, parce que les autres se sont trop goinfrés et ne leur ont rien laissé. Je refuse de vivre dans ce pays, mais je ne partirai pas. Nous vivons dans le pays le plus riche du monde, nous avons tous le droit à un travail décent, des soins médicaux, une bonne éducation, une maison à nous, nous méritons tous le rêve de Roosevelt. C'est un crime de nous l'enlever, nous ne le réaliserons pas tant que le système enrichira un petit groupe au détriment du plus grand nombre, le capitalisme c'est le mal et on ne peut pas réguler le mal. Il faut l'éliminer et le remplacer par quelque chose qui est bon pour tous. Cette chose s'appelle la démocratie."
"À vrai dire. J'en ai un peu marre de faire ça. Ce serait bien que certains d'entre vous décident de se joindre à moi. J'espère que cela sera le cas, et s'il vous plaît dépêchez vous."

## Fiche technique
- Titre original : Capitalism: A Love Story
- Réalisation : Michael Moore
- Scénario : Michael Moore
- Musique : Jeff Gibbs
- Photographie : Daniel Marracino, Jayme Roy
- Production : Michael Moore et Anne Moore
- Société de distribution : Paramount Pictures
- Pays de production :  États-Unis
- Langue originale : anglais
- Genre : documentaire
- Durée : 127 minutes (2 h 07)
- Date de sortie : 2009

## Distribution
- Thora Birch : elle-même
- William Black : lui-même
- Jimmy Carter : lui-même
- Elijah Cummings : lui-même
- Baron Hill : lui-même
- Marcy Kaptur : elle-même
- John McCain : lui-même
- Michael Moore : lui-même
- Sarah Palin : elle-même
- Ronald Reagan : lui-même
- Franklin Delano Roosevelt : lui-même
- Arnold Schwarzenegger : lui-même
- Wallace Shawn : lui-même
- Elizabeth Warren : elle-même

## Box-office
| Pays ou région | Box-office      | Date d'arrêt du box-office | Nombre de semaines |
| -------------- | --------------- | -------------------------- | ------------------ |
| Mondial        | 16 200 000 USD  | 17 janvier 2010            | 16                 |
| États-Unis     | 14 363 397 USD  | 17 décembre 2009           | 12                 |
| France         | 115 925 entrées | 8 décembre 2009            | 2                  |

- 16 200 000 USD récoltés dans 7 pays.
- 14 400 000 USD dans les cinémas américains.
- 1 800 000 USD dans 6 pays :
  - France : 1 050 000 $
  - Allemagne : 430 000 $
  - Espagne : 190 000 $
  - Portugal : 90 000 $
  - Turquie : 35 000 $
  - Nouvelle-Zélande : 15 000 $